# ناحیه آناوان، شهرستان هنری، ایلینوی
ناحیه آناوان (به انگلیسی: Annawan Township) یک منطقهٔ مسکونی در ایالات متحده آمریکا است که در شهرستان هنری، ایلینوی واقع شده‌است. ناحیه آناوان ۱۹۴ متر بالاتر از سطح دریا واقع شده‌است.